# Mirko Bašić
Mirko Bašić (Bjelovar, 14 settembre 1960) è un ex pallamanista e allenatore di pallamano croato, fino al 1992 jugoslavo.
Ha partecipato e vinto la medaglia d'oro ai Giochi della XXIII Olimpiade (1984) e a quelli della XXIV (1988). Ha anche giocato sei finali della EHF Champions League vincendone due nel 1985 e nel 1986 con la celebre squadra serba del RK Metaloplastika che dominò la pallamano europea negli anni 1980.

## Palmarès

### Olimpiadi
- 2 medaglie[1]:
  - 1 oro (Los Angeles 1984)
  - 1 bronzo (Seul 1988)

### Mondiali
- 2 medaglie[1]:
  - 1 oro (Svizzera 1986)
  - 1 argento (Germania Ovest 1982)

### Giochi del Mediterraneo
- 2 medaglie:
  - 2 ori (Casablanca 1983[1]; Languedoc-Roussillon 1993[2])